# الخط الزمني للحرب الأهلية السورية (سبتمبر–ديسمبر 2019)
الخط الزمنيّ لأبرز الأحداث خلال الحرب الأهلية السورية في الفترة الممتدة من أيلول/سبتمبر إلى كانون الأول/ديسمبر 2019.

## أيلول/سبتمبر
- في 3 سبتمبر 2019، أفادت تقارير إعلامية أن غارات جوية، يُرجح أنها إسرائيلية، استهدفت مواقع لفصائل عراقية موالية لإيران في شرق سوريا، خاصة في محافظة دير الزور قرب مدينتي الميادين والبوكمال. أسفرت الغارات عن مقتل 16 مقاتلاً على الأقل، وفقًا لوكالة رويترز ومصادر محلية.
   -    - في 5 سبتمبر 2019، أعلن الرئيس التركي رجب طيب أردوغان أن تركيا قد تضطر إلى فتح الحدود أمام اللاجئين السوريين نحو أوروبا إذا لم تتلق دعمًا دوليًا كافيًا، مما أثار توترات دبلوماسية مع الاتحاد الأوروبي.  
 - في 11 سبتمبر، أعلنت وكالة الأنباء السورية (سانا) أن الدفاعات الجوية تصدت لهجوم إسرائيلي استهدف منطقة حلب، بينما في 14 سبتمبر، استهدفت غارات أخرى مواقع موالية لإيران في البوكمال.

## تشرين الثاني/نوفمبر
1 تشرين الثاني/نوفمبر
- الجيش التركي يستهدفُ مع ساعات الصباح الأولى عبر المدفعيّة الثقيلة مواقع لوحدات حماية الشعب عددٍ من القرى بريفِ حلب الشمالي
- وزارة الدفاع التركية تعلنُ تسيير أول دورية برية مشتركة مع روسيا في منطقة شرق الفرات
- اندلاع اشتباكات عنيفة بين فصائل المعارضة والنظام السوري وتبادل للنيران بين الاثنينِ في ريف اللاذقية

2 تشرين الثاني/نوفمبر
- الطيران الحربي الروسي يشنُّ غارات جوية على بلدة معرة حرمة في ريف إدلب الجنوبي
- النظام السوري يقصفُ عبر المدفعية مدينتَيْ عندان وحريتان في ريف حلب الشمالي
  - سقوط جرحى من المدنيين جراء القصف المدفعي للنظام السوري على مدينة عندان
- الطيران الروسي يقصف بالصواريخ حرش معرة النعمان وعدة قرى وبلدات جنوب إدلب
- إصابة 6 مدنيين بجروح متفاوتة الخطورة جرّاء القصف الجوي الروسي على قرية جبالا
- سقوط عشرات الضحايا والجرحى من المدنيين جراء انفجار سيارة مفخخة وسط السوق الرئيسي بمدينة تل أبيض في ريف الرقة الشمالي

## كانون الأول/ديسمبر
1 كانون الأول/ديسمبر
- الطيران الحربي الروسي يضربُ بالصواريخ الفراغية محيط بلدة كفرومة وبلدة سراقب بريف إدلب الجنوبي
- مقتل مدنيين وإصابة آخرين نتيجة استهداف الطيران الحربي بالصواريخ الفراغية بلدة تل كرسيان قرب مدينة سراقب بريف إدلب الشرقي
- الطيران الحربي الروسي يستهدف بالصواريخ الفراغية بلدة حاس جنوب إدلب
- مصادر في المعارضة تقول إنَّ قوات النظام تستهدفُ بصواريخ شديدة الانفجار الأحياء السكنية لمدينة كفرنبل بريف إدلب الجنوبي

2 كانون الأول/ديسمبر
- مقتل شخص واحد وجرحِ آخرين نتيجةَ استهداف الطيران الحربي بالصواريخ الفراغية سوق الهال في مدينة سراقب بريف إدلب الشرقي
- الطيران الحربي يستهدفُ مرة أخرى بالصواريخ قرى البرسة، الرفة، الهلبة بريف إدلب الجنوبي الشرقي
- الطيران الحربي يستهدف بالصواريخ الفراغية قرية الكنايس بريف إدلب الشرقي
- الطيران الحربي يستهدف بالصواريخ الفراغية بلدة الغدفة بريف إدلب الجنوبي الشرق

3 كانون الأول/ديسمبر
- الطيران الحربي الروسي يقصفُ بالصواريخ الفراغية محيط مدينة معرة النعمان بريف إدلب الجنوبي
- إصابة 8 أشخاص بينهم ثلاثة نساء جراء القصف الذي استهدف مدينة اعزاز بريف حلب
- الطيران الحربي الروسي يقصفُ بالصواريخ الفراغية بلدة حاس جنوب إدلب

4 كانون الأول/ديسمبر
- الطيران المروحي يستهدفُ بالبراميل المتفجرة مدينتي كفرنبل وسراقب بريف إدلب الجنوبي
  - مقتل رجل وإصابة 10 آخرين عقبَ قصف النظام الأحياء السكنية في مدينة سراقب

5 كانون الأول/ديسمبر
- الطيران الحربي يستهدف بالصواريخ الفراغية مدينة كفرنبل وبلدتي حاس كفرومة بريف إدلب الجنوبي دون وقوع إصابات

6 كانون الأول/ديسمبر
- لا أحداث مُهمَّة طوال اليوم

7 كانون الأول/ديسمبر
- الطيرانُ المروحي يستهدف بالبراميل المتفجرة مدينة كفرنبل بريف إدلب الجنوبي
- الطيران الحربي الروسي يستهدف هو الآخر بالصواريخ الفراغيّة وسط بلدة البارة بجبل الزاوية جنوب إدلب
  - مقتل شخصين وإصابة عددٍ آخرٍ غير معلومٍ عقبَ القصف الروسي على بلدة البارة
- الطيران المروحي السوري يستهدفُ بالبراميل المتفجرة بلدة البارة في ثاني هجومٍ عليها في أقلّ من ثلاث ساعات
- الطيران المروحي يُجدِّد قصفه بالبراميل المتفجرة الأحياء السكنية لمدينة كفرنبل بريف إدلب الجنوبي
- الطيران المروحي يستهدفُ بالبراميل المتفجرة أيضًا بلدة حاس جنوب إدلب
- الطيران المروحي يستهدف بالبراميل المتفجرة الأحياء السكنية لبلدة معرزيتا بريف إدلب الجنوبي
- مقتل امرأة وطفلتانِ وإصابة آخرون نتيجة استهداف الطيران المروحي بالبراميل المتفجرة بلدة ابديتا بجبل الزاوية بريف إدلب الجنوبي
- الطيران المروحي يستهدف بالبراميل المتفجرة بلدة كفرسجنة ومحيط بلدة أورم الجوز وقرية بزابور وبلدة بليون بريف إدلب الجنوبي
- الطيران الحربي الروسي يستهدفُ بعدة غارات جوية منطقتي جبل الدويلة وحرش الشيخ بحر على مقربةٍ من بلدة كفر تخاريم بريف إدلب الغربي

8 كانون الأول/ديسمبر
- قوات النظام تستهدفُ بالمدفعية الثقيلة بلدة حيش بريف إدلب الجنوبي

9 كانون الأول/ديسمبر
- قصفٌ مدفعيّ يستهدفُ بلدة حيش وصهيان بريف إدلب الجنوبي
- قصفٌ مدفعيّ آخر يستهدفُ بلدة التح وأم جلال ومعرزيتا
- قصفٌ مدفعيّ ثالثٌ يستهدفُ هذه المرة أطراف بلدة الدير الغربي

10 كانون الأول/ديسمبر
- الطيران المروحي يلقي براميل متفجرة على تلة الكبينة بريف اللاذقية الشمالي مع ساعات الصباح الأولى
- قصفٌ مدفعيّ يستهدفُ بلدة خان العسل وجمعية الكهرباء بريفِ حلب الغربي
- الطيران المروحي يقصفُ بالبراميل المتفجرة تلة الكبينة بريف اللاذقية الشمالي
- قصفٌ مدفعيّ آخر يستهدفُ بلدة جرجناز
- قصف مدفعي هو الثالث في هذا اليوم يستهدفُ بلدة أبومكي وبلدة جرجناز بريف المعرة الشرقي بالتزامن مع وجود طيران الاستطلاع في الأجواء
- قصفٌ مدفعيّ يستهدفُ بلدة حيش من تمركزات قوات النظام في حاجز النمر
- قصف مدفعي يستهدفُ بلدات الحميرة وخلصة والقراصي بريف حلب الجنوبي
- قصفٌ مدفعيّ من قوات المعارضة السورية يستهدفُ حاجز النمر في خان شيخون ردًا على استهداف «المناطق المُحرَّرة»

11 كانون الأول/ديسمبر
- وسائل إعلام المعارضة تتحدثُ عن إصاباتٍ في صفوف المدنيين إثر استهداف الميليشيات الروسية بلدة بداما بريف جسر الشغور غرب إدلب براجمات الصواريخ

12 كانون الأول/ديسمبر
- قصف مدفعي وصاروخي يستهدف بلدة حيش وبلدة جرجناز للمرة الثالثة في أقل من يومين
- تجدد القصف بصواريخ أرض أرض شديدة الانفجار على بلدة جرجناز بعد سويعات قليلة من قصفها بالصواريخ المدفعيّة

13 كانون الأول/ديسمبر
- لا أحداث مُهمَّة طوال اليوم

14 كانون الأول/ديسمبر
- قصفٌ مدفعيّ من قوات النظام يستهدفُ قرى ريف إدلب الجنوبي الشرقي بالإضافةِ إلى ريف سراقب الشرقي وقُرى جبل شحشبو
- قصفٌ صاروخي يستهدفُ بلدة جرجناز من جديدٍ بريف إدلب الجنوبي الشرقي

15 كانون الأول/ديسمبر
- الطيران المروحي يقصف بالبراميل المتفجرة بلدة معرشورين بريف المعرة الشرقي
  - مقتلُ طفلٍ وإصابةُ 6 مدنيين آخرين بجروحٍ خلال قصف الطائرات المروحية بالبراميل المتفجرة لبلدة معرشورين بريف إدلب الجنوبي
- الطيران المروحي يقصفُ بالبراميل المتفجرة بلدة التح بريف إدلب الجنوبي الشرقي
- غارات جوية روسية استهدفت بلدتي حران وأبو مكة بريفِ إدلب الجنوبي الشرقي
- الطيران المروحي التابع للنظام السوري يقصفُ بالبراميل المتفجرة منطقة تلال الكبينة شمال اللاذقية

16 كانون الأول/ديسمبر
- سلاح الجوّ الروسي يستهدفُ بالصواريخ الفراغية قرية حران بريف معرة النعمان الشرقي
- الطيران المروحي السوري يقصفُ بالبراميل المتفجرة وسط بلدة الحراكي بريف معرة النعمان الشرقي
- الطيران المروحي يقصفُ من جديدٍ بالبراميل المتفجرة بلدة البرج بريف إدلب الجنوبي الشرقي
- الطيران المروحي يقصفُ بالبراميل المتفجرة بلدة الدير الشرقي وبلدة معصران ومحيط قريتي تل الشيح وقرية معوشورين
- الطيران المروحي يقصفُ بالبراميل المتفجرة بلدة جرجناز ومحيط بلدة الدير الشرقي وبلدة معصران وقرية أبو دفنة
- غارات جوية روسية تستهدفُ بلدة جزرايا بريف حلب الجنوبي
- الطيران المروحي السوري يقصفُ بالبراميل المتفجرة بلدة الهلبة بريف إدلب الجنوبي الشرقي
- اندلاع اشتباكات في وقتٍ متأخرٍ من اليوم بين فصائل في المعارضة المسلّحة والنظام على محور الراشدين والبحوث العلمية غرب حلب

17 كانون الأول/ديسمبر
- الطيران الحربي الروسي يستهدفُ مع ساعات الصباح الأولى بالصواريخ قرى التح، بابولين وتحتايا بريف إدلب الجنوبي
- الطيران المروحي يستهدفُ بالبراميل المتفجرة محيط بلدتي حاس ومعرشورين جنوب إدلب
- الطيران المروحي يستهدفُ بالبراميلِ المتفجرة محيط قرية الحراكي بريف إدلب الجنوبي
- الطيران الحربي يستهدفُ بالرشاشات الثقيلة محيط بلدة تلمنس بريف معرة النعمان الشرقي جنوب إدلب
  - مقتل امرأة وإصابة آخرين نتيجة استهداف الطيران الحربي الرشاش بلدة تلمنس بريف معرة النعمان الشرقي جنوب إدلب
- مقتل ستّ مدنيين نتيجة استهداف قوات النظام بالمدفعية الثقيلة بلدة بداما بريف إدلب الغربي
- الطيران المروحي يُجدِّد قصفه بالبراميل المتفجرة بلدة جرجناز بريف معرة النعمان الشرقي جنوب إدلب

18 كانون الأول/ديسمبر
شهدَ هذا اليومُ تصعيدًا كبيرًا من جانب النظام السوري وحليفه الروسي على مُختلف مناطق محافظة إدلب. هذه قائمة مُصغّرة بأبرز أحداث اليوم:
- غارة جوية روسية تستهدفُ عند آذان الفجر بلدة الغدفة
- الطيران المروحي يُغير بالبراميل المتفجرة على محيط بلدة التح بريف إدلب الجنوبي بعد دقائق معدودة من الهجوم الروسي الأول
- غارات للطيران الحربي تستهدفُ بلدة الدير الشرقي وبلدة الغدفة – التي قُصفت من قبل – وبلدة جرجناز بريف المعرة الشرقي
- انفجار سيارة مفخخة في بلدة المبروكة شمال الحسكة دون وقوع إصابات ولا تحديد الجهة التي تقفُ خلف الهجوم
- الجيش التركي يستهدفُ بقذائف المدفعية مواقع الميليشيات الكرديّة في محيط مخيم عين عيسى شمال الرقة
- غارات للطيران الحربي الرشاش مع انتصاف اليوم تستهدفُ سيارات النازحين على الأتوستراد الواصل بين معرة النعمان وخان السبل
- غاراتٌ جديدةٌ للطيران الحربي تستهدفُ بلدة تلمنس وبلدة الهلبة بريف معرة النعمان الشرقي
- استهداف بلدة معرشورين بريف إدلب الشرقي للمرة الرابعة في أقل من 48 ساعة
- مصادر في المعارضة تقولُ إن قصفًا من الطيران المروحي بالبراميل المتفجرة استهدفَ الأحياء السكنية في مدينة معرة النعمان
  - إصابات بصفوف المدنيين نتيجة استهدافِ الطيران المروحي بالبراميل المتفجرة للأحياء السكنية في مدينة معرة النعمان
- قصفٌ عنيفٌ براجمات الصواريخ استهدف بلدة التح بريف إدلب الجنوبي
  - مقتل مدني وإصابة ثلاثة آخرين بجروحٍ متفاوتة الخطورة جراء غارة جويّة نفذها الطيران الروسي على بلدة خان السبل بريف إدلب الجنوبي

19 كانون الأول/ديسمبر
- النظام السوري يقصفُ بالمدفعية الثقيلة بلدات كفر داعل المنصورة وخان العسل وخان طومان في ريفَيْ حلب الغربي والجنوبي
- الطيران المروحي السورص يُلقي براميل متفجرة على بلدة تل مرديخ جنوب سراقب في ريف إدلب الشرقي
  - مقتل مدنيينِ و6 إصابات بين آخرين إثر استهداف الطائرات الحربيّة الروسية بلدة مرديخ
- الطيران الروسي يشنُّ مع منتصفِ النهار غارات جويّة على أطراف سراقب الشرقية في ريف إدلب الشرقي
- شبكة نداء سوريا تقولُ إنَّ فصائل المُعارضة المُسلَّحة قد تمكّنت من مقتلِ وإصابةِ عددٍ من «المرتزقة الروس» على محور الصراف شمال اللاذقية بصاروخ موجه
- مقتل مدني وإصابة آخرين جرَّاء استهداف طيران النظام السوري بلدة دير سنبل في جبل الزاوية جنوب إدلب
- الجبهة الوطنية للتحرير تُعلن قتل وجرح عدة عناصرٍ من الروس والنظام السوري إثر استهداف تجمعاتهم بريف إدلب الشرقي بصواريخ الغراد والمدفعية الثقيلة
- وزارة الدفاع التركية تقولُ إنّ خمس مدنيين قُتلوا بينهم 3 أطفال في هجومٍ نفذتهُ «ميليشيات الحماية» بسيارة مفخخة في قرية تل حلف غرب مدينة رأس العين بريف الحسكة

20 كانون الأول/ديسمبر
- مقتل مدني في مدينة معرة النعمان جنوب إدلب جراء قصفها بصواريخ أرض - أرض من قِبل قوات تابعة للنظام السوري
- الجبهة الوطنية للتحرير تُعلن عن مقتلِ مجموعةٍ من عناصر «الميليشيات الروسية» على محور عطيرة في جبل التركمان بريف اللاذقية الشمالي بعد استهدافهم بصاروخ مضاد للدروع
- اندلاع مظاهرات شعبيّة كبيرة في المناطق التي تُسيطر عليها هيئة تحرير الشام للتنديدِ بـ «العدوان الروسي» ومُطالبة «الضامن التركي» بالتحرك
- النظام السوري يستهدفُ نقطة المراقبة التركية في منطقة الصرمان شرق إدلب بقذائف المدفعية

21 كانون الأول/ديسمبر
- دخول أرتال عسكرية للجيش التركي تضم عربات وآليات متنوعة مع ساعات الصباح الأولى من معبر باب الهوى الحدودي إلى محافظة إدلب
- مقتل مدنيين اثنين بقصف جوي للطيران الحربي الروسي على قرية الدير الشرقي في ريف إدلب الجنوبي
- الطيران الحربي يقصفُ سوق مدينة سراقب بريف إدلب الشرقي
  - مقتل ثمانية أشخاص بينهم طفلان وامرأة وجرح 25 آخرين بعد القصف الجويّ على سراقب
- الطيرانُ الحربيّ الروسي يشنُّ غارات جوية على منطقة الشيخ سليمان في ريف حلب الغربي

22 كانون الأول/ديسمبر
- مقتل 3 مدنيين بقصفٍ جوي للطيران الحربي الروسي على بلدة تلمنس بريف إدلب الجنوبي
- مقتل شخص إثر استهدافِ طائرةٍ بدون طيار يُرجَّحُ أنها تابعة للتحالف الدولي سيارةً قرب بلدة ترمانين بريف إدلب الشمالي
- سقوط عدة ضحايا ومصابين جراء استهداف الطيران الروسي سيارة للنازحين من معرة النعمان جنوب إدلب
- جرحى مدنيون بانفجارِ عبوةٍ ناسفةٍ في مدينة الباب بريف حلب الشرقي

23 كانون الأول/ديسمبر
- النظام السوري يقصفُ براجمات الصواريخ بلدتي جزرايا زمار في ريف حلب الجنوبي كفرناها وخان العسل في ريف حلب الغربي
- سقوطُ عددٍ من الضحايا والجرحى المدنيين إثر انفجار سيارة مفخخة قرب السوق الرئيسي في بلدة سلوك شمال الرقة
- النظام السوري يُسيطر على بلدة جرجناز جنوب شرقي إدلب بعد معارك كرّ وفر مع فصائل المعارضة وبدعمٍ من الطيران الحربي الروسيّ
  - صور وفيديوهات جويّة تُظهر حالة بلدة جرجناز بعد القصف العنيف الذي تعرضت له على عدّة أيام متتالية من قِبل الطيران الحربي السوري والروسي
- غارات جوية للطيران الروسي على أطراف مدينة سراقب الشمالية شرقي إدلب

24 كانون الأول/ديسمبر
- مقتل أربع مدنيين (طفلين ورجل وامرأة) جراء قصف الطيران الروسي مدرسة تأوي نازحين في قرية جوباس بريف إدلب الشرقي
- اندلاع اشتباكات عنيفة بين فصائل في المعارضة والنظام في ريف إدلب الجنوبي الشرقي
- «عملية انتحاريّة» لهيئة تحرير الشام تستهدفُ تجمعًا لجنود النظام السوري على محور بلدة جرجناز
- النظام السوري يستهدفُ بالمدفعية الثقيلة أحياء مدينة معرة النعمان بريف إدلب
- نزوح آلاف المدنيين السوريين من قرى وبلدات ريف إدلب الجنوبي نحوَ «مناطق أقل خطورة» في الشمال السوري

25 كانون الأول/ديسمبر
- جُرح خمس مدنيين جراء انفجار دراجتين ناريتين مفخختين بشكل متزامن وسط سوق مدينة جرابلس في ريف حلب الشرقي
- اندلاع اشتباكات عنيفة بين فصائل المعارضة وقوات تتبعُ النظام السوري على محور أبو جريف شرق إدلب
- النظام السوري يقصفُ بالمدفعية الثقيلة بلدة لمنس وقرية معرشمارين بريف إدلب الجنوبي الشرقي

26 كانون الأول/ديسمبر
- النظام السوري يقصفُ بالمدفعيّة الثقيلة حرش الكماري بريف حلب الجنوبي الغربي دون وقوع إصابات
- الرئيس التركي رجب طيّب أردوغان يقولُ في تصريحاتٍ صحفيّة إن قُرابة الـ 100 ألف سوري نزحوا باتجاه الحدود التركية بفعل هجمات نظام الأسد على إدلب
- الرئيس الأمريكي دونالد ترامب يُحذر في تغريدة له على حسابه الرسميّ في موقع تويتر روسيا والنظام السوري وإيران من قتل المدنيين في إدلب مؤكدًا على تركيا تعملُ جاهدةً من أجل وقف العمليّة

27 كانون الأول/ديسمبر
- الجبهة الوطنية للتحرير تقصفُ تمركزاتٍ للنظام السوري وحليفه الروسي في ريف اللاذقية بصواريخ من نوع غراد
- الطائرات الحربيّة الروسية تُغير بالصواريخ الفراغية على بلدة الدير الشرقي في ريف معرة النعمان بعد توقفٍ دام يومين في ظلّ حديثٍ عن هُدنة مرتقبة
  - الطيران الحربي الرشاش يستهدفُ بالرشاشات الثقيلة أطراف مدينة معرة النعمان وقرية بابيلا في ريف إدلب الجنوبي
- قصف مدفعي وصاروخي يستهدفُ مع منتصف اليوم محيط بلدة كفرومة في ريف إدلب الجنوبي
- طيران النظام الروسي يُلقي بالبراميل المتفجرة على الأطراف الجنوبية لمدينة معرة النعمان في ريف إدلب الجنوبي
- قصفٌ آخرٌ من الطيران المروحي بالبراميل المتفجرة يستهدفُ هذه المرة بلدة الحامدية محيط مدينة معرة النعمان بريف إدلب الجنوبي أيضًا
- الطيران الحربي الروسي يقصفُ بالصواريخ الفراغيةِ أطراف بلدة خان السبل بريف إدلب الشرقي
- الطيران الروسي يستهدفُ في وقتٍ متأخرٍ من اليوم عبر الصواريخ الفراغية الأحياء السكنية بمدينة معرة النعمان بريف إدلب الجنوبي

28 كانون الأول/ديسمبر
- النظام السوري يقصفُ عبر المدفعيّة مدينة معرة النعمان التي يُحاول بدعمٍ من الطيران الروسيّ السيطرة عليها منذُ أكثر من أسبوع
- طيران التحالف الدولي يدمّر سجن المعصرة شمال مدينة أعزاز بريف حلب الشمالي
- غارات جوية روسية تستهدفُ بلدة معصران بريف معرة النعمان الشرقي
- قصف صاروخيّ مُحمّل بالقنابل العنقودية من قوات النظام السوري يستهدفُ بلدة تلمنس بريف إدلب الشرقي
- قصفٌ صاروخيّ ثاني من قوات النظام يستهدفُ أطراف مدينة معرة النعمان بريف إدلب الجنوبي
- اشتباكات بين فصائل المعارضة والنظام في محوري جرجناز والتح بريف إدلب الجنوبي والشرقي
- جرحى مدنيون جرّاء قصفٍ صاروخيّ من قوات النظام على بلدة محمبل بريف إدلب الجنوبي
- الطيران الروسي يستهدف بالصواريخ الأطراف الجنوبية لمدينة سراقب في ريف إدلب الشرقي

29 كانون الأول/ديسمبر
- الطيران الحربيّ السوري يستهدفُ من جديدٍ أطراف بلدة معرشورين بريف المعرة الشرقي
- قصفٌ صاروخيّ يستهدفُ قرى ريف معرة النعمان الشرقي بالإضافة لبلدة جزرايا بريف حلب الجنوبي
- قصف مدفعي للنظام السوريّ على قريتي جزرايا وزمار جنوب حلب

30 كانون الأول/ديسمبر
- الطائرات الحربيّة الروسيّة تستهدفُ بعدة غارات جوية بلدة تلمنس جنوب إدلب وقرية الشيخ أحمد إضافةً لمحيط قرية تل حدية بريف حلب الجنوبي مع الساعات الأولى للصباح
- النظام السوري يقصفُ بالمدفعيّة قرية جزرايا بريف حلب الجنوبي
- مصادر في المعارضة تتحدثُ عن تجهيز 1500 مقاتل من الفيلق الثاني وتزويدهم بأسلحة ثقيلة ومتوسطة للدخول بدءًا من الـ 30 من كانون الأول/ديسمبر إلى جبهات القتال جنوب وشرق إدلب
- النظام السوري يقصفُ في ساعات متأخرة عبر المدفعية الثقيلة بلدتي الدير الشرقي والدير الغربي بريف إدلب الجنوبي الشرقي

31 كانون الأول/ديسمبر
- الجبهة الوطنية للتحرير تقصفُ تمركزات للنظام السوري وحليفه الروسيّ في مدينة خان شيخون جنوب إدلب بصواريخ الغراد
- النظام السوري يستهدفُ مدينة سراقب شرقي إدلب بالصواريخ العنقودية
- الطيران الحربي الروسي يستهدفُ الأطراف الغربية لمدينة إدلب بعدة غارات جويّة
  - تجدد الغارات من الطائرات الحربية الروسية على أطراف مدينة إدلب قُبيل بضعة دقائق من دخول العام الجديد
- أنباء عن تعرّض قاعدة حميميم العسكرية بريف اللاذقية لهجومٍ يُرجح أنه باستخدامِ طائرات مسيرة
- قصف صاروخيّ آخر من قوات النظام يستهدفُ مدينة جسر الشغور غرب إدلب

## الحصيلة
تُقدّم هذه الفقرة حصيلةً للحرب الأهلية السوريّة طوال عام 2019 حسبَ ما وثقتهُ الشبكة السورية لحقوق الإنسان وعدد من الشبكات والمؤسسات الأخرى.

### المدنيون
وثقت الشبكة السوريّة لحقوق الإنسان مقتل 3364 مدنيًا في سوريا في عام 2019. يأتي النظامُ السوري والميليشيات الإيرانيّة التي تُساعده في المرتبة الأولى بعدما قتلَ 1497 مدنيًا وهو ما يُمثل 44% من مجموع القتلى ثم يليهِ «جهاتٌ أخرى» وهي الجهات التي لم تتمكّن الشبكة السوريّة من تحديدها أو من تحديدِ الذي يقفُ وراء عملياتها؛ ثم تأتي القوات الروسيّة في المرتبة الثالثة حيثُ قتلت عبر طائراتها الحربيّة 452 مدنيًا وهو ما يُمثل 13% من نسبة القتلى. في المرتبة الرابعة؛ هناك قوات سوريا الديموقراطية التي قتلت 164 مدنيًا وهو ما يُمثل 4% من مجموع القتلى؛ ثم هناك تنظيم الدولة الإسلامية (داعش) الذي قتل 94 مدنيًا فضلًا عن قوات التحالف الدولي التي قتلت عبرَ غاراتها الجويّة 68 مدنيًا وهيئة تحرير الشام التي قتلت 45 مدنيًا وكذا فصائل المعارضة المسلّحة التي قتلت 21 مدنيًا ثم الحزب الإسلامي التركستاتي الذي تورّط في قتل 4 مدنيين.
قتلى الحرب
يُقدم المبيان التالي حصيلة الضحايا المدنيين الذين قُتلوا على يدِ أطراف النزاع الفاعلة في سوريا خلال شهور عام 2019.
قتلى التعذيب
وثقت الشبكة السوريّة لحقوق الإنسان مقتل 305 شخصًا بسببِ التعذيب في سوريا عام 2019. يُظهر الجدول التالي توزع ضحايا التعذيب حسبَ أطراف النزاع الفاعلة في الحرب الأهليّة:
يُقدّم المبيانُ التالي حصيلة قتلى التعذيب على يدِ أطراف النزاع الفاعلة في سوريا خلال شهور عام 2019.

### الكوادر الطبية
نجحت الشبكة السورية في توثيق مقتل 26 من الكوادر الطبية خلال عام 2019 على يدِ الأطراف الفاعلة في الحرب. يُقدم المبيان التالي عدد الكوادر الذين قُتلوا من قِبل كل جهة:
| الجهة               | عدد القتلى |
| ------------------- | ---------- |
| النظام السوري       | 14         |
| القوات الروسيّة      | 6          |
| جهات أخرى           | 4          |
| قوات التحالف الدولي | 1          |
| هيئة تحرير الشام    | 1          |

كوادر الدفاع المدني
قُتل خلال عام 2019 في سوريا 17 من كوادر الدفاع المدني على يد الأطراف الفاعلة في الحرب. يُقدم المبيان التالي عدد الكوادر الذين قُتلوا من قِبل كل جهة:
| الجهة                     | عدد القتلى |
| ------------------------- | ---------- |
| القوات الروسية            | 9          |
| جهات أخرى                 | 4          |
| النظام السوري             | 3          |
| الحزب الإسلامي التركستاني | 1          |

### الكوادر الإعلامية
قُتل خلال عام 2019 في سوريا 13 من الكوادر الإعلاميّة على يد الأطراف الفاعلة في الحرب. يُقدم المبيان التالي عدد الكوادر الذين قُتلوا من قِبل كل جهة:
| الجهة            | عدد القتلى |
| ---------------- | ---------- |
| النظام السوري    | 6          |
| جهات أخرى        | 4          |
| القوات الروسية   | 2          |
| هيئة تحرير الشام | 1          |